# Pterolophia canescens
Pterolophia canescens là một loài bọ cánh cứng trong họ Cerambycidae.